# Fortim de São Tiago e São Filipe
O Fortim de São Tiago e São Filipe localizava-se na rua da Praia, na Cidade Baixa em Salvador, no litoral do estado da Bahia, no Brasil.

## História
Esta estrutura encontra-se relacionada por BARRETTO (1958) como um simples baluarte sob a invocação de São Fernando, guarnecido por um Capitão e três soldados, e artilhado com peças de ferro (cinco de calibre 24 libras e duas de 8) (op. cit., p. 175-176).